# Барр-дез-Экрен
Барр-дез-Экре́н (фр. Barre des Écrins) — вершина высотой 4102 метра над уровнем моря, расположенная на территории Франции в Альпах Дофине. Была высшей точкой Франции вплоть до присоединения Савойи с вершиной Монблан (4810 метров) в 1860 году. Барр-дез-Экрен является высшей точкой массива Дез-Экрен в национальном парке Экрен и самой южной вершиной-четырёхтысячником Альп.

## Физико-географическая характеристика

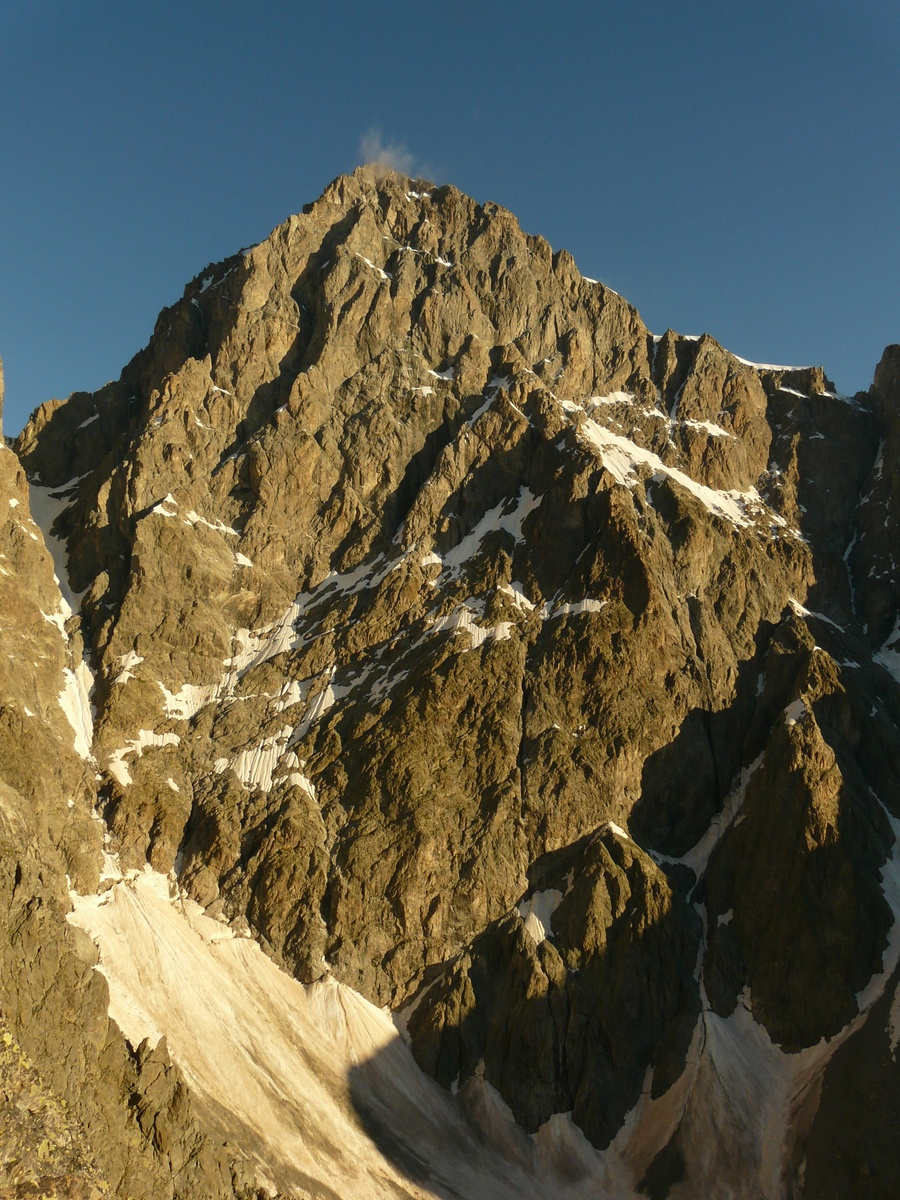
Южная стена Барр-дез-Экрена

Барр-дез-Экрен — высочайшая вершина региона Прованс — Альпы — Лазурный Берег, департамента Верхние Альпы и исторической области Окситания. Барр-дез-Экрен расположена на гребне, ведущем с запада на восток от вершины Лори к Барр-дез-Экрен и, далее, уходящем на северо-восток к вершине Pointe de la Grande Sagne. Южная сторона вершины скалистая, тогда как северная покрыта льдом — на склоне начинается ледник Блан (Glacier Blanc).

## История восхождений
Вершина Барр-дез-Экрен впервые была покорена 25 июля 1864 года англичанами А. У. Муром, Х. Уокером и Э. Уимпером в сопровождении проводников М. Кро, К. Альмера. Они взошли на восточный гребень вершины по северной стене по Коридору Уимпера и по гребню дошли до вершины. Уимпер впоследствии описал это восхождение в своей книге.
У. А. Кулидж полностью прошел северную стену прямым восхождением до вершины в июле 1870 года.
Первое восхождение без проводников совершили Ф. Гарднье и Ч. и Л. Пилкингтоны в 1878 году.
В сентябре 1880 года П. Гаспар и А. Дюхамель совершили первое восхождение по южному склону.